# Real-time clock
Un real-time clock (RTC), orologio in tempo reale, è un dispositivo con funzione di orologio, solitamente costituito da un processore a circuito integrato specializzato per questa funzione, il quale conteggia il tempo reale (anno, mese, giorno, ore, minuti e secondi) anche quando l'utilizzatore viene spento. Viene usato in molti tipi di computer ed è presente in tutti i moderni PC. L'RTC è presente anche in molti sistemi embedded nonché viene utilizzato anche in circuiti elettronici dove è necessario avere un preciso riferimento temporale.
Alcuni modelli di RTC integrati sono il DS1307 di Analog Devices (ex Maxim), il PCF8563 di NXP Semiconductors (ex Philips) e le diverse soluzioni di Integrated Device Technology (IDT).
Per poter mantenere il conteggio del tempo anche a circuito non alimentato, i real-time clock hanno un oscillatore al quarzo a loro dedicato e sono alimentati da una speciale batteria autonoma rispetto all'alimentazione principale; in alcuni tipi anche il quarzo è installato all'interno del package. Al contrario, i clock che non sono real-time non funzionano quando il dispositivo è spento.

## Utilizzo nei computer

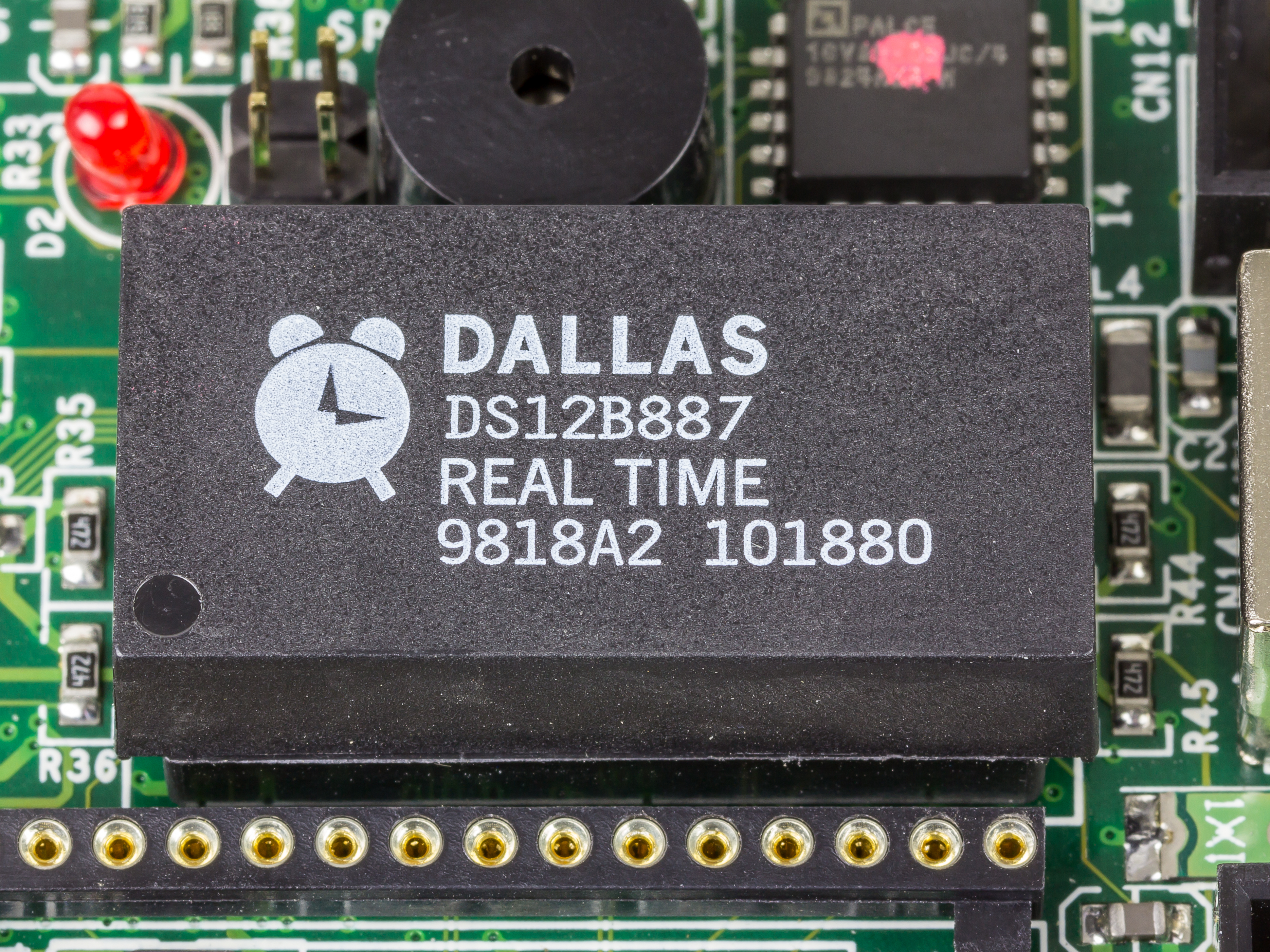
Un RTC DS12B887 di Dallas su una vecchia scheda madre di un PC AT

Gli RTC furono introdotti nei computer agli inizi degli anni ottanta: uno dei primi ad integrare un orologio in tempo reale fu l'Apple III. Successivamente anche IBM utilizzò un RTC nel suo PC AT del 1984, che integrava un RTC MC146818. Successivamente anche Dallas Semiconductor realizzò degli RTC. Gli orologi in tempo reale erano facilmente individuabili sulle schede madri dei vecchi PC grazie alla batteria tampone che avevano vicino e a dei disegni che indicavano la funzione del chip. Nei computer più recenti gli RTC sono integrati direttamente nel chipset del sistema. Gli RTC non devono essere confusi con il sistema real-time o il clock della CPU.